# Thomas Edge
Pour les articles homonymes, voir Edge.
Thomas Edge, né vers 1588 à Blackburn et mort le 29 décembre 1624 à Lancaster, est un navigateur anglais.

## Biographie
Capitaine baleinier officiant pour la Compagnie de Moscovie, il fait partie en 1608-1609 de l'équipage du Paul dans une expédition commandée par Thomas Welden et Jonas Poole au Svalbard.
En 1610, la Muscovy Company l'envoie avec Jonas Poole, sur l' Amitie et le Lionesse à Bjornoya où il reste tandis que Poole explore les parages. L'année suivante, il accompagne de nouveau Poole qui s'est adjoint Stephen Bennet sur les Mary-Margaret et Elizabeth à Bjornoya. Bennett fait naufrage sur des rochers à Forlandsundet et doit rejoindre le bâtiment de Poole et Edge (25 juillet 1611) mais, le 7 août, l' Elizabeth coule à son tour. Les voyageurs et leur cargaison sont récupérés par le Hopewell de Thomas Marmaduke.
En 1612, toujours avec Poole, dix-sept baleines sont capturées. Marmaduke découvre l'île Edge et l'île Hopen en 1613, îles revues l'année suivante par les vaisseaux hollandais De Goude Cath etOrangienboom qui explorent le nord du Spitzberg. Jan Mayen découvre alors l'île qui porte son nom.
Alors que des navires hollandais mais aussi danois naviguent au Spitzberg, la Muscovy donne le commandement d'une expédition de douze bâtiments à Thomas Edge. Cette expédition capture cent trente baleines, revoit l'île Edge et massacre un millier de morses (1616). Le 14 août, il a récolté 1 300 tonnes d'huile. En 1618, Edge commande cette fois une vingtaine de navires qui entrent en conflit avec les bâtiments hollandais d'Abraham Leversteyn chassant dans les parages. Une station de pêche anglaise est alors brulée et des combats ont lieu, plusieurs hommes y trouvant la mort. Deux vaisseaux britanniques sont alors capturés.
En 1619, des zones de pêches sont déterminées entre Anglais et Hollandais. Edge commande onze baleiniers et en perd un an route. La pêche s'avère peu fructueuse et la Muscovy Company fait faillite. Les navires sont vendus à quatre marchands qui fondent la Greenland Company. Dorénavant la chasse se poursuit dans les mers du Groenland.